# Arroyofresno (metrostation)
Arroyofresno is een metrostation in het stadsdeel Fuencarral-El Pardo van de Spaanse hoofdstad Madrid. Het station werd geopend op 23 maart 2019 en wordt bediend door lijn 7 van de metro van Madrid.